# Bivacco Luigi Pascal

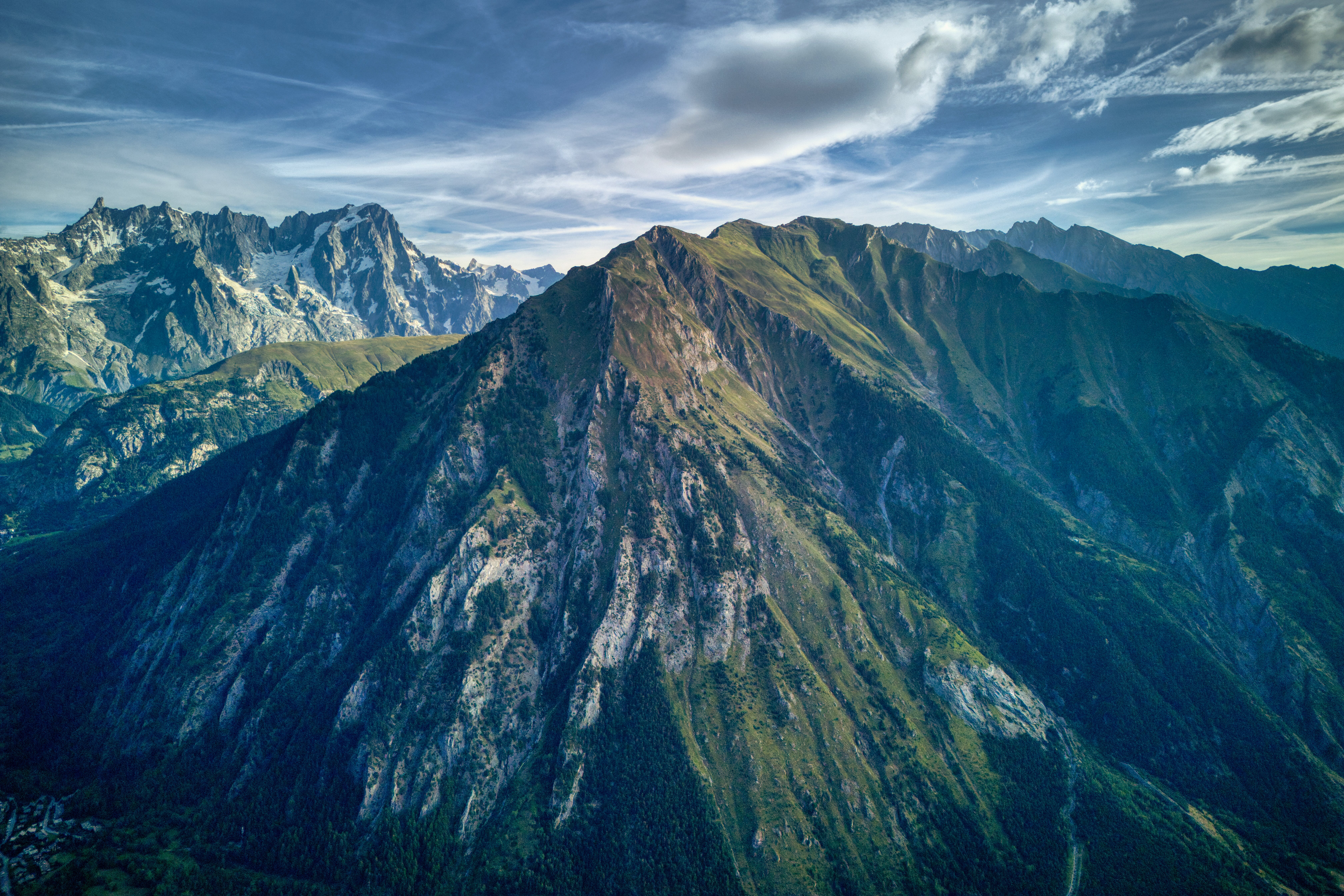
Testa di Liconi

Il bivacco Luigi Pascal, conosciuto anche come "bivacco Pascal", si trova pochi metri al di sotto della Testa di Liconi (nelle Alpi del Grand Combin), ad una quota di circa 2.920 m.

## Storia
È dedicato a Luigi Pascal, guida alpina di Morgex vittima di una valanga sul ghiacciaio del Miage il 3 luglio 1999. Di proprietà della Fondazione bivacco Pascal Luigi, è stato inaugurato nel 2006.

## Caratteristiche e informazioni
Il bivacco dispone di 12 posti letto, ed è sempre aperto.
È dotato di impianto elettrico a pannelli solari, dispone di coperte, materiale da cucina e fornello a gas e servizi interni ed esterni.
Inoltre, originariamente, il bivacco disponeva di un sistema di recupero dell'acqua piovana che garantiva i servizi igienici. Dal 2011 tuttavia questo non è più in funzione.
Il bivacco è considerato uno dei migliori punti panoramici sulla catena del Monte Bianco, su cui è puntata una webcam.

## Accessi
Il bivacco è raggiungibile da tre Comuni: Morgex, Courmayeur e La Salle.
Da Courmayeur si accede dalla frazione Ermitage (1470 m) dove si lascia l'automobile. Da qui si prosegue per il bosco salendo prima agli alpeggi di La Suche (1810 m) in circa 40 minuti, superati i quali si arriva ad una pietra segnaletica (in 30 min) e si segue per colle Licony, dove si giunge in circa 1h e 30min. Giunti al colle Liconi (2650 m) si tiene la destra, senza scendere al lago, e si sale verso Testa Liconi, per arrivare al bivacco appena sotto la cima in altri 50 minuti. La salita, con le dovute pause panoramiche, impiega circa 4h e non presenta difficoltà tecniche, richiede però attenzione nell'accesso al colle Liconi essendo la parte terminale della salita piuttosto aerea. Si consiglia il pernottamento al bivacco per godere della vista sia al tramonto sia all'alba.

## Manifestazioni sportive
Dal 2012 è sede dell'arrivo della gara "Vertikal 2000" che dal centro del comune di Morgex si sviluppa per circa 8 km con 2.000 metri di dislivello positivo.

## Ascensioni
Testa Liconi (2.929 m)